# حوزه انتخابیه پنجاه‌ویکم کالیفرنیا
حوزه انتخابیه پنجاه‌ویکم کالیفرنیا یک حوزه انتخابیه مجلس نمایندگان آمریکا است که در ایالت کالیفرنیا قرار دارد.